# Hanns Fritzsche
Oskar Willy Johannes „Hanns“ Fritzsche (* 24. März 1902 in Coschütz; † 12. April 1945) war ein deutscher Rechtsanwalt und Notar. Er war Abgeordneter des Sächsischen Landtags und Mitglied der Akademie für Deutsches Recht und im Führungsstab des Bundes Nationalsozialistischer Deutscher Juristen (BNSDJ).

## Leben
Er war der Sohn des Seminarlehrers Oskar William Fritsche, besuchte das Humanistische Gymnasium und studierte anschließend an den Universitäten Leipzig und Würzburg. 1919 schloss er sich einem Freikorps an. 1925 wurde er zum Dr. jur. promoviert und bestand 1926 sein zweites Staatsexamen. Seit dieser Zeit war er als Rechtsanwalt tätig, zunächst am Land- und Amtsgericht Leipzig, ab 1933 auch als Notar. Als Rechtsanwalt spezialisierte er sich auf Strafrecht, -vollzug und -prozess.
Zum 1. Mai 1930 trat er der NSDAP bei (Mitgliedsnummer 256.759). Er wurde Mitglied des Stabes der Reichsleitung der Rechtsabteilung der NSDAP. Ferner wurde er juristischer Landesleiter Sachsen-Thüringen und 1933 Mitglied des Sächsischen Landtages. 1943 wurde er aus der Partei ausgeschlossen.